# Mazurovy chalupy
Mazurovy chalupy je přírodní rezervace ev. č. 2193 v části Hoděšovice obce Býšť v okrese Pardubice. Oblast spravuje Agentura ochrany přírody a krajiny ČR. Důvodem ochrany je zachování slatinných luk v lesním komplexu 1,5 km severně od Hoděšovic. V lokalitě se vyskytují ohrožené druhy rostlin dle vyhlášky č. 395/1992 Sb., dále druhy vedené v Indexu ohrožených podle Červeného seznamu květeny ČR a Červeného seznamu květeny VČ. Kromě jednotlivých vzácných druhů rostlin je v lokalitě zastoupena řada významných společenstev slatinných luk.
Význam lokality je i zoologický, a to výskytem chráněných druhů obojživelníků a plazů i některých vzácných bezobratlých živočichů. Během malakologického průzkumu bylo na území rezervace nalezeno šest druhů vodních měkkýšů (4 plži, 2 mlži). Z hlediska územního systému ekologické stability se v předmětném území nalézá v ochranné zóně nadregionálního biokoridoru K73, zároveň plní funkci lokálního biocentra č. 34.

## Galerie

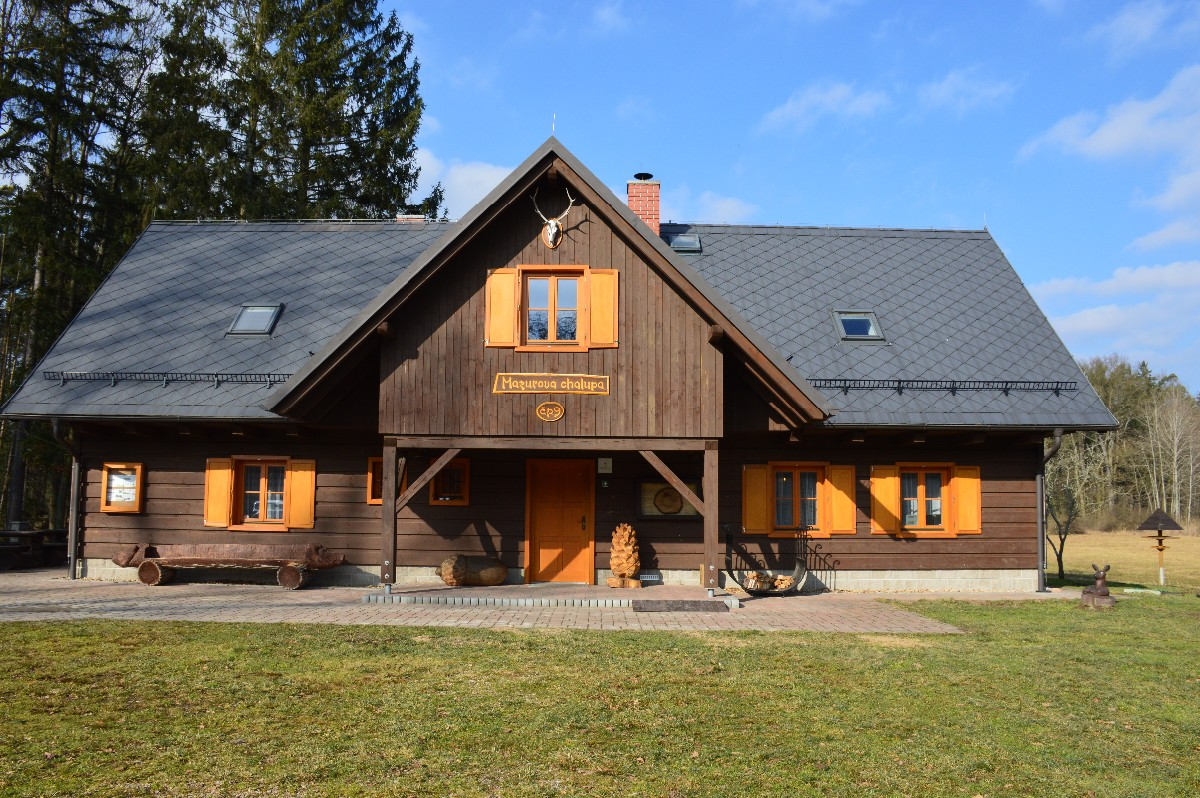
Mazurova chalupa čp. 9 na území rezervace u turistického rozcestí
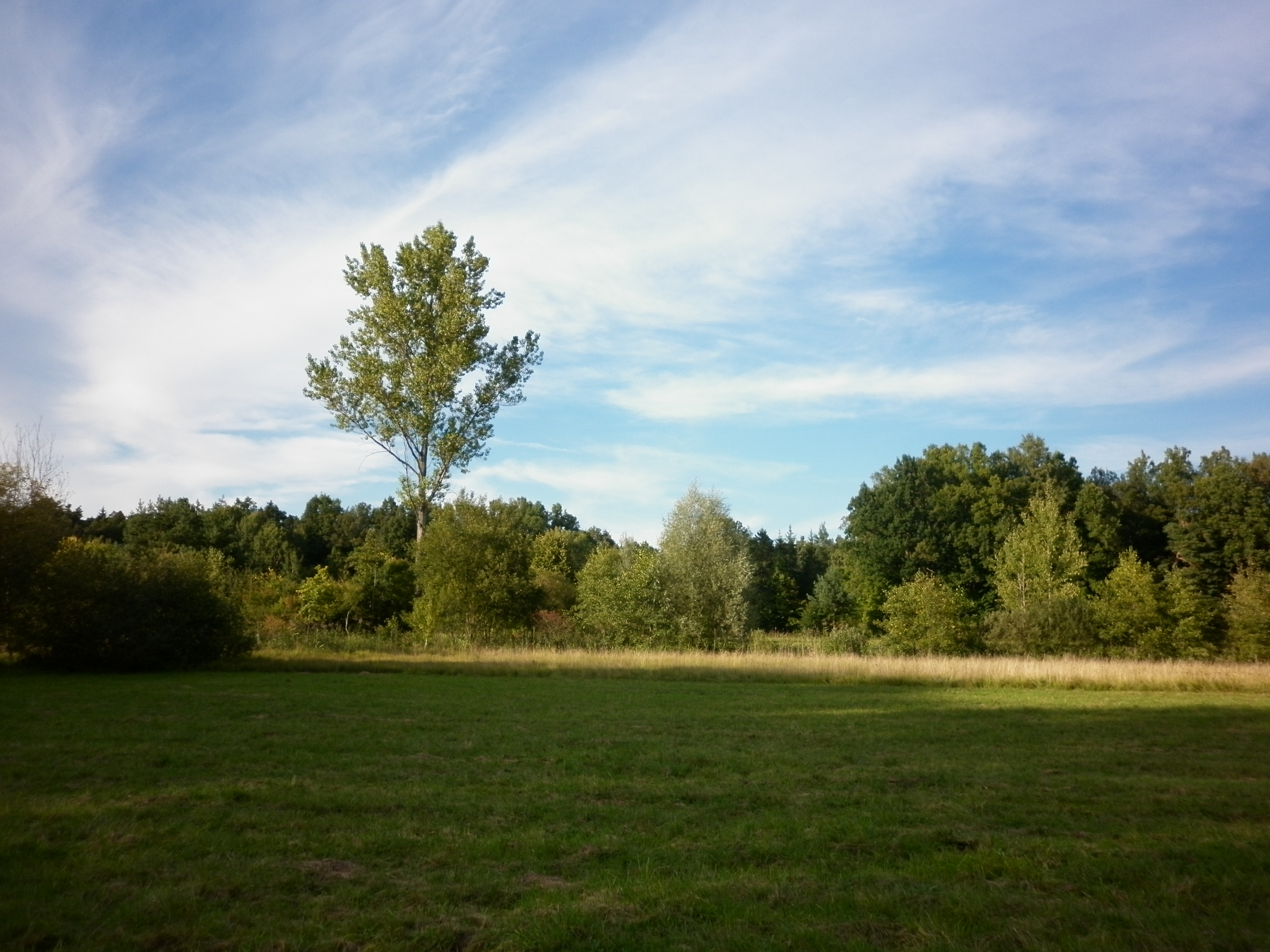
Mazurovy chalupy
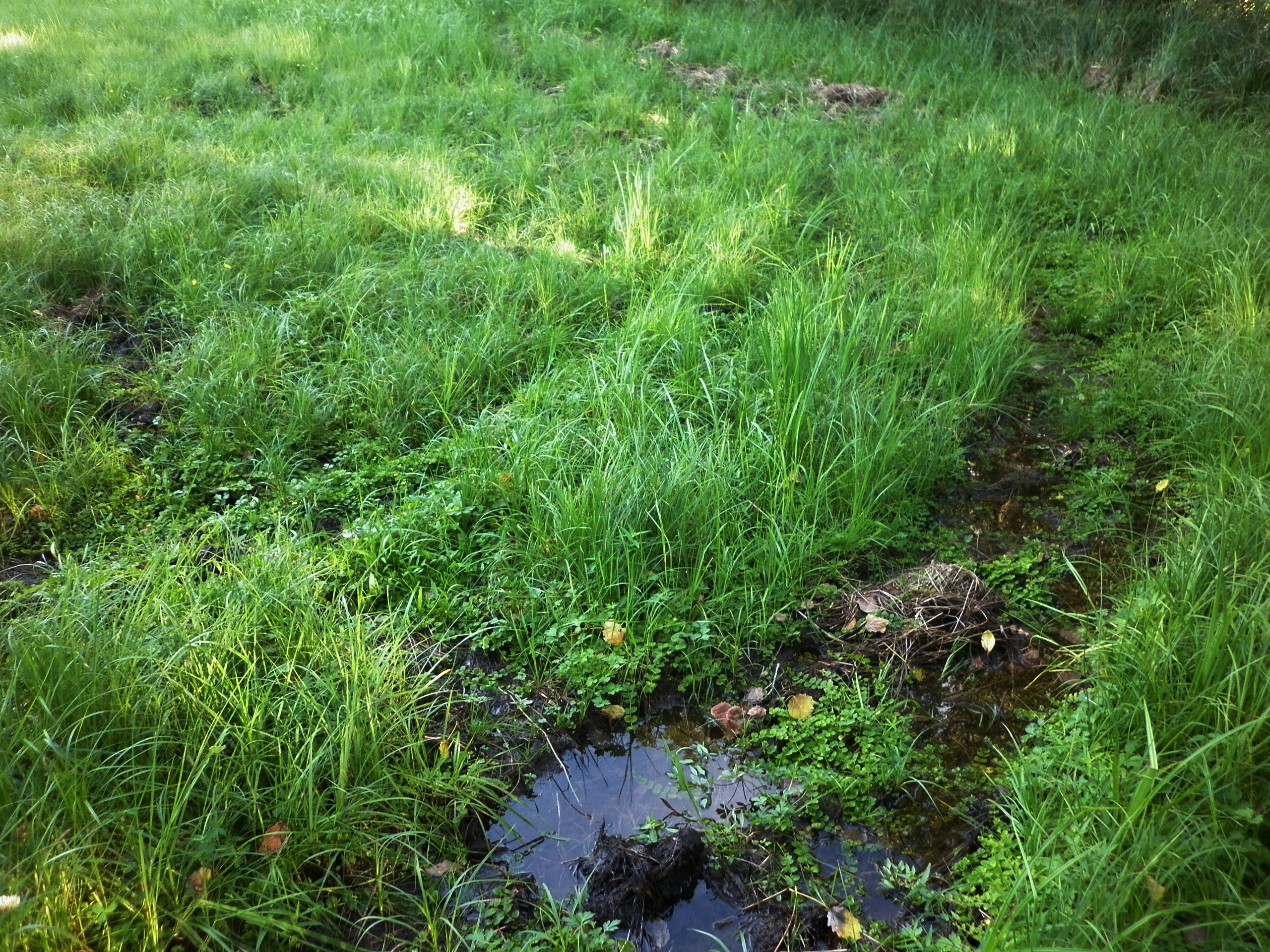
Mazurovy chalupy
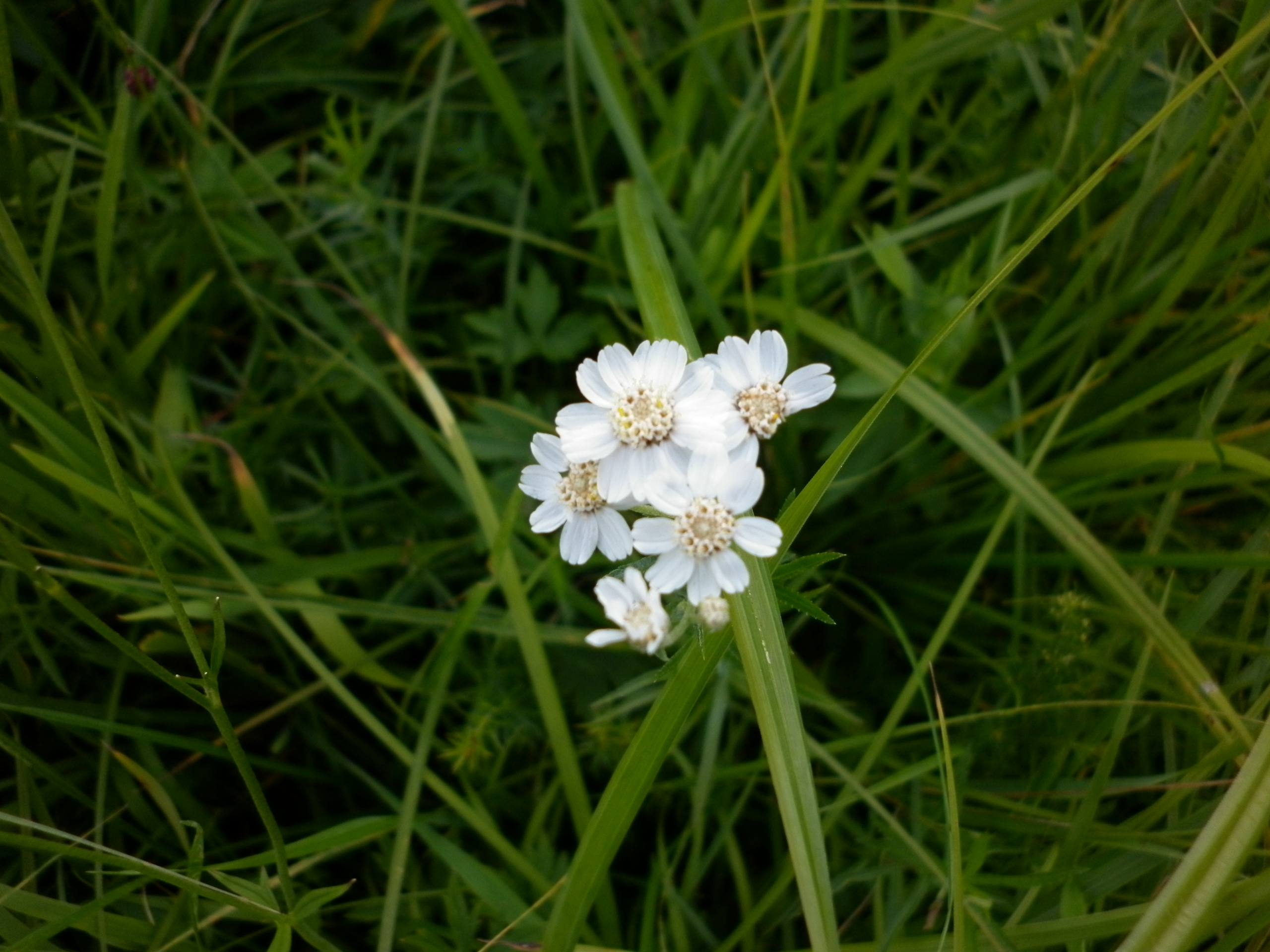
Řebříček bertrám
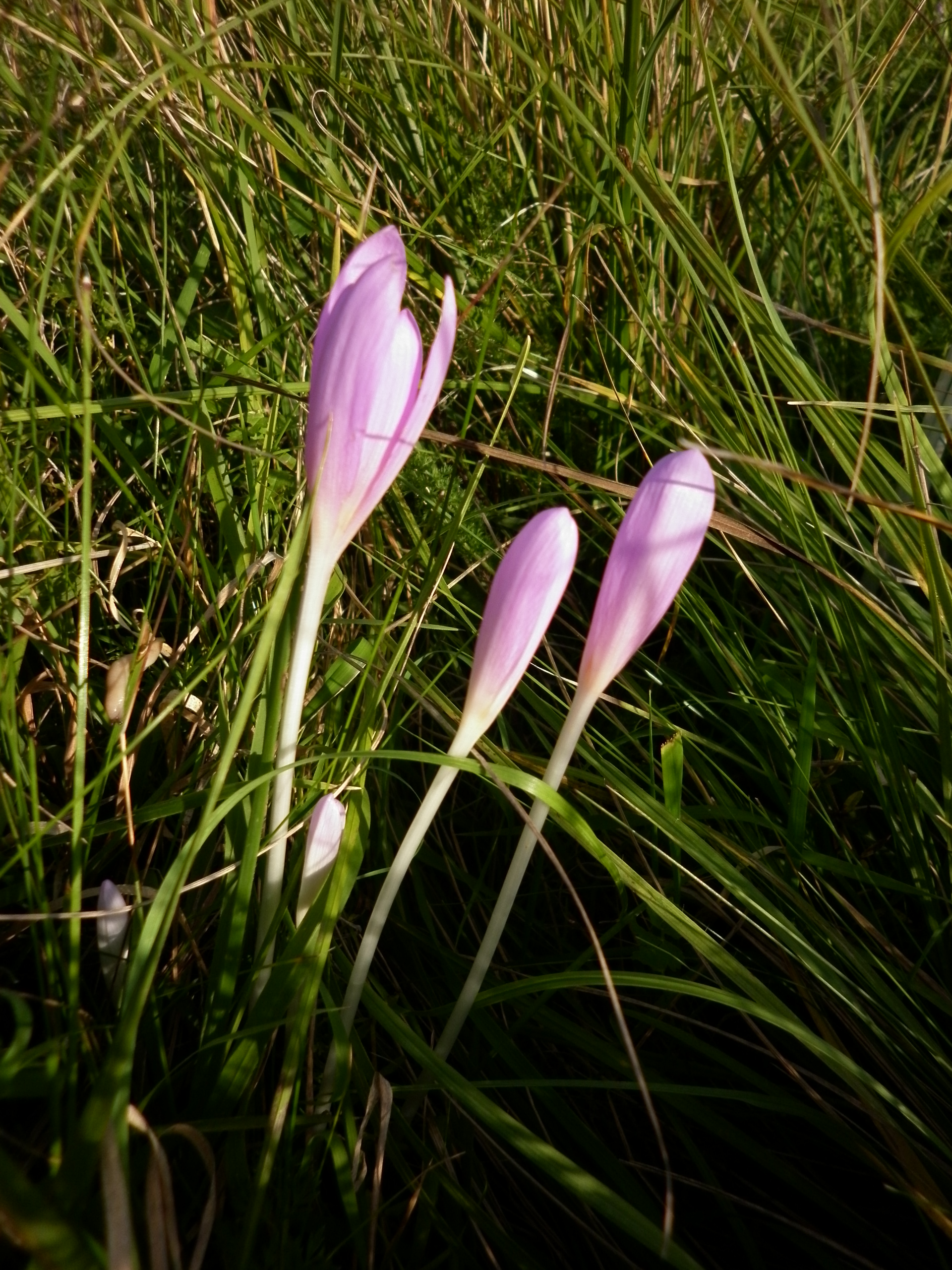
Ocún jesenní
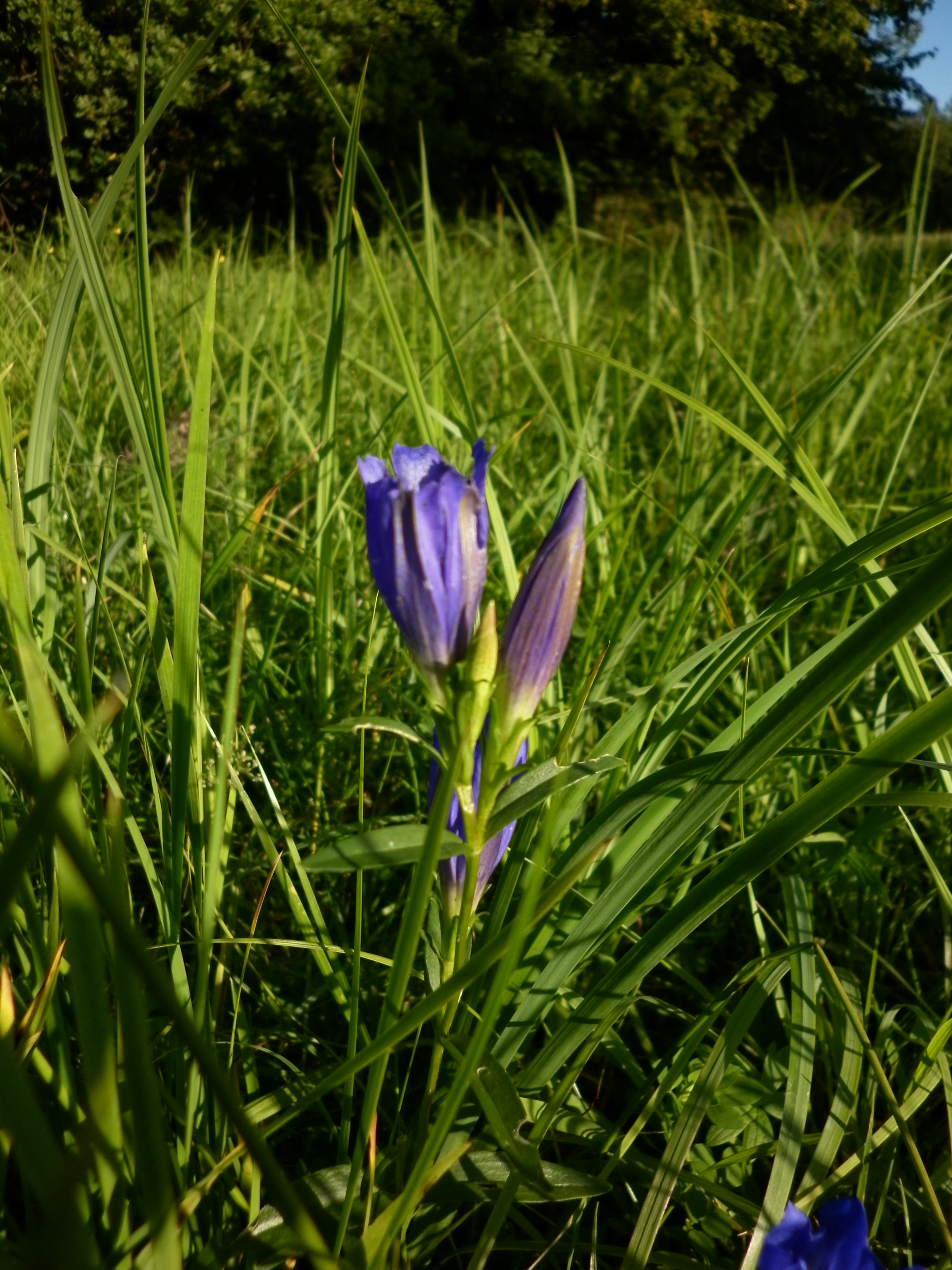
Hořec hořepník